# Függő hatályú döntés
A függő hatályú döntés a magyar jogban új jogintézményként a közigazgatási eljárási törvény módosításával 2016. január 1-jétől lépett hatályba. A hatóság jogszerű hallgatására épülő új jogintézmény és az eljárás megindításáról szóló értesítés helyét veheti át. A függő hatályú döntés meghozatala esetén az egyéb jogkövetkezmények mellett helye lehet az ügyfél által megfizetett illeték visszatérítésének.
"A függő hatályú döntés értelmében, ha 2 hónapon belül nem születik döntés, a hatóság köteles lesz az ügyfél részére az eljárási díjat, ennek hiányában tízezer forintot megfizetni. Egy évben 1,3 millió olyan közigazgatási eljárás van, amelynek ügyintézési időtartama 2 hónapnál hosszabb. Az egyszerű megítélésű ügyekben a hatóság 8 napos határidővel fejezze be az eljárást. Az első fokú hatóságot nem lehet új eljárásra utasítani, a másodfokú hatóság köteles dönteni. A hatósági eljárások felfüggesztésére kizárólag indokolt esetben kerülhet sor."

## Részletes feltételei
A függő hatályú döntésben a hatóság rendelkezik arról, hogy
- a) az eljárás lefolytatásáért fizetendő illetéknek vagy díjnak megfelelő összeget, ennek hiányában tízezer forintot a hatóság köteles az ügyfél részére megfizetni;

- b) a kérelmező ügyfél mentesül az eljárási költségek megfizetése alól;

- c) a kérelmezett jog gyakorlása az ügyfelet megilleti [nem kell alkalmazni

a hatósági bizonyítvány kiállítására,
a hatósági igazolvány kiállítására,
a hatósági nyilvántartásba való bejegyzésre, törlésre és módosításra,
azon eljárásokban, ahol az ügy érdemében a hatóság mérlegelésétől vagy a tényállás tisztázásától függő összeget kell meghatározni, valamint
ha törvény ekként rendelkezik.]
- A függő hatályú döntéshez akkor kapcsolódnak joghatások, ha a kérelem beérkezését követő 2 hónap elteltével a hatóság a hatósági ügy érdemében nem döntött és az eljárást nem szüntette meg.  Azonban a függő hatályú döntést mellőzi a hatóság, ha

- a) az eljárás megindításától számított nyolc napon belül

- - aa) érdemben dönt,

- - ab) a kérelmet érdemi vizsgálat nélkül elutasítja,

- - ac) az eljárást megszünteti,

- - ad) az eljárást felfüggeszti vagy függőben tartja, vagy

- - ae) nemzetközi jogsegélykérelemmel külföldi hatósághoz fordul;

vagy
- b) a hatósági eljárás ügyintézési határideje legalább

- - ba) 2 hónap, vagy

- - bb) 60 nap.